# Dolina Raczkowa

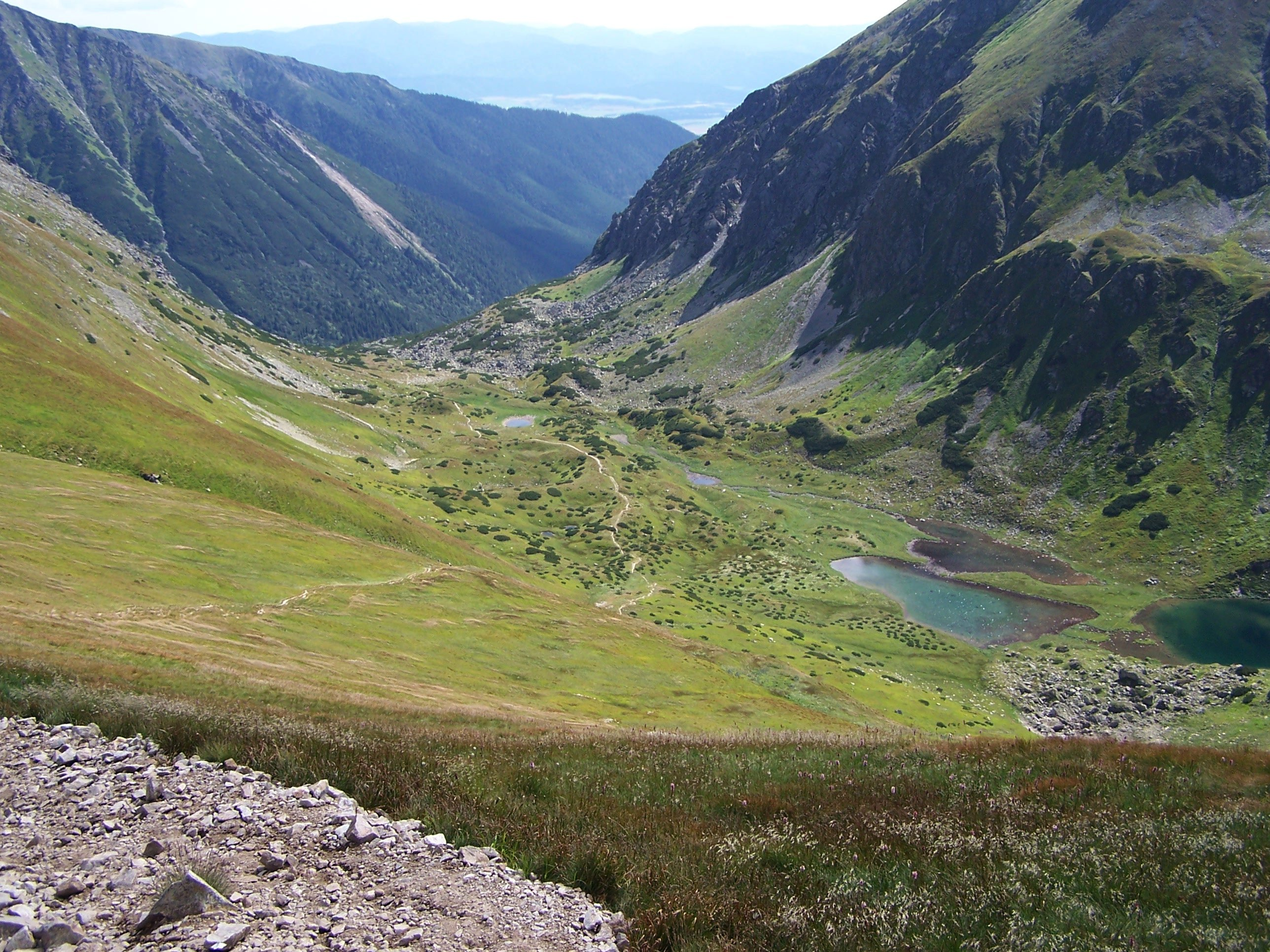
Dolina Zadnia Raczkowa z Raczkowymi Stawami

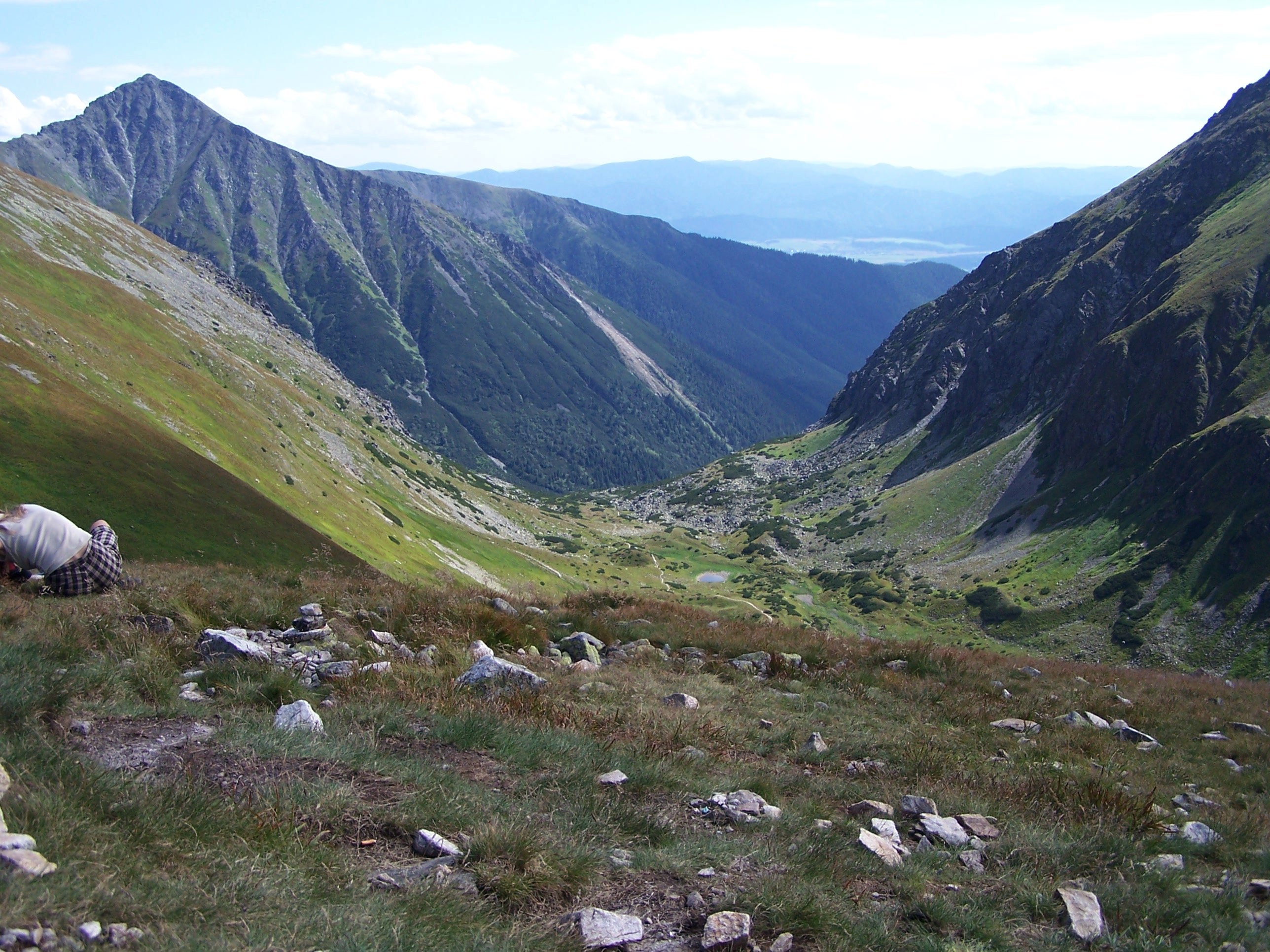
Dolina Zadnia Raczkowa

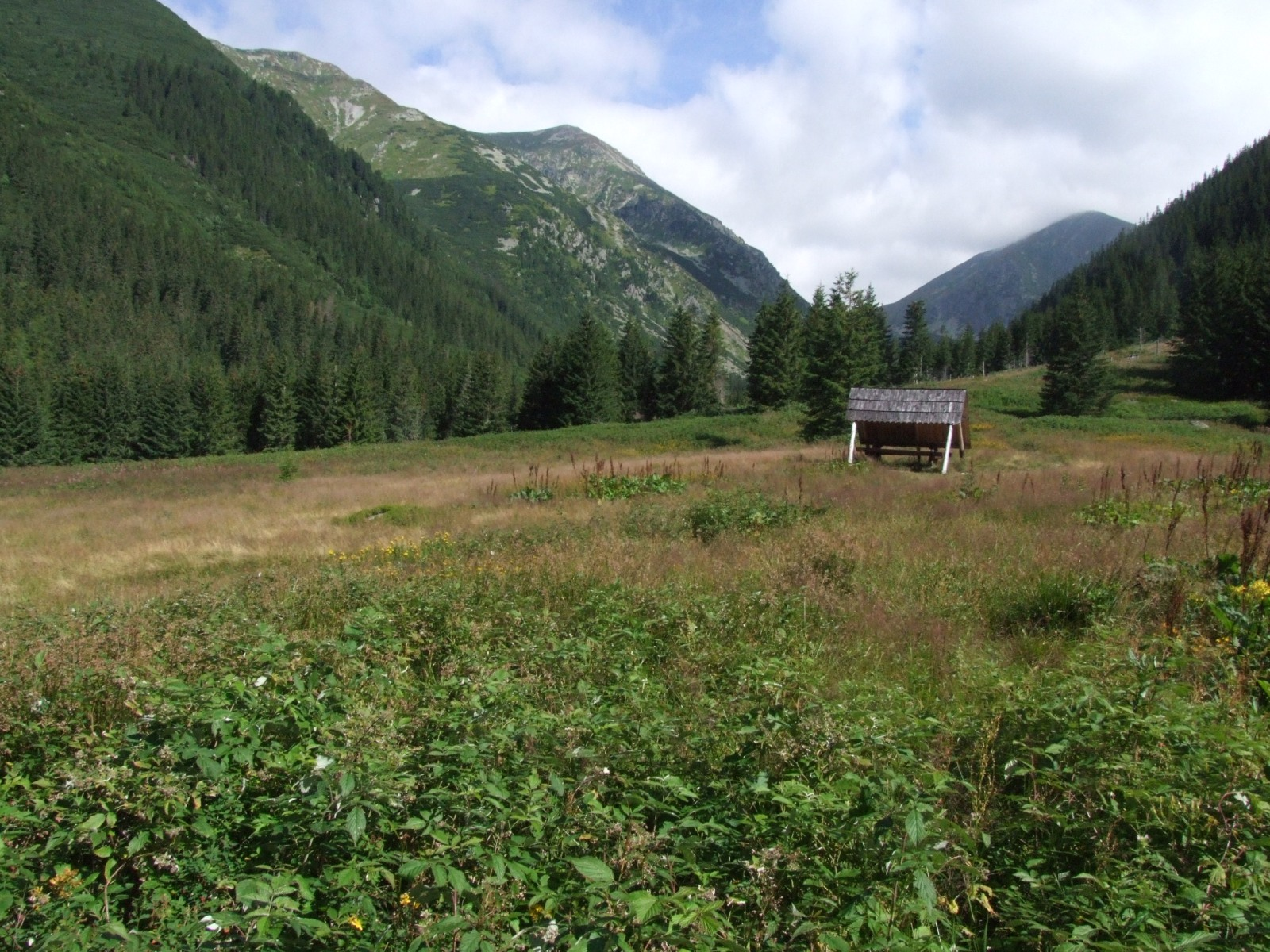
Polana Ostrzyca

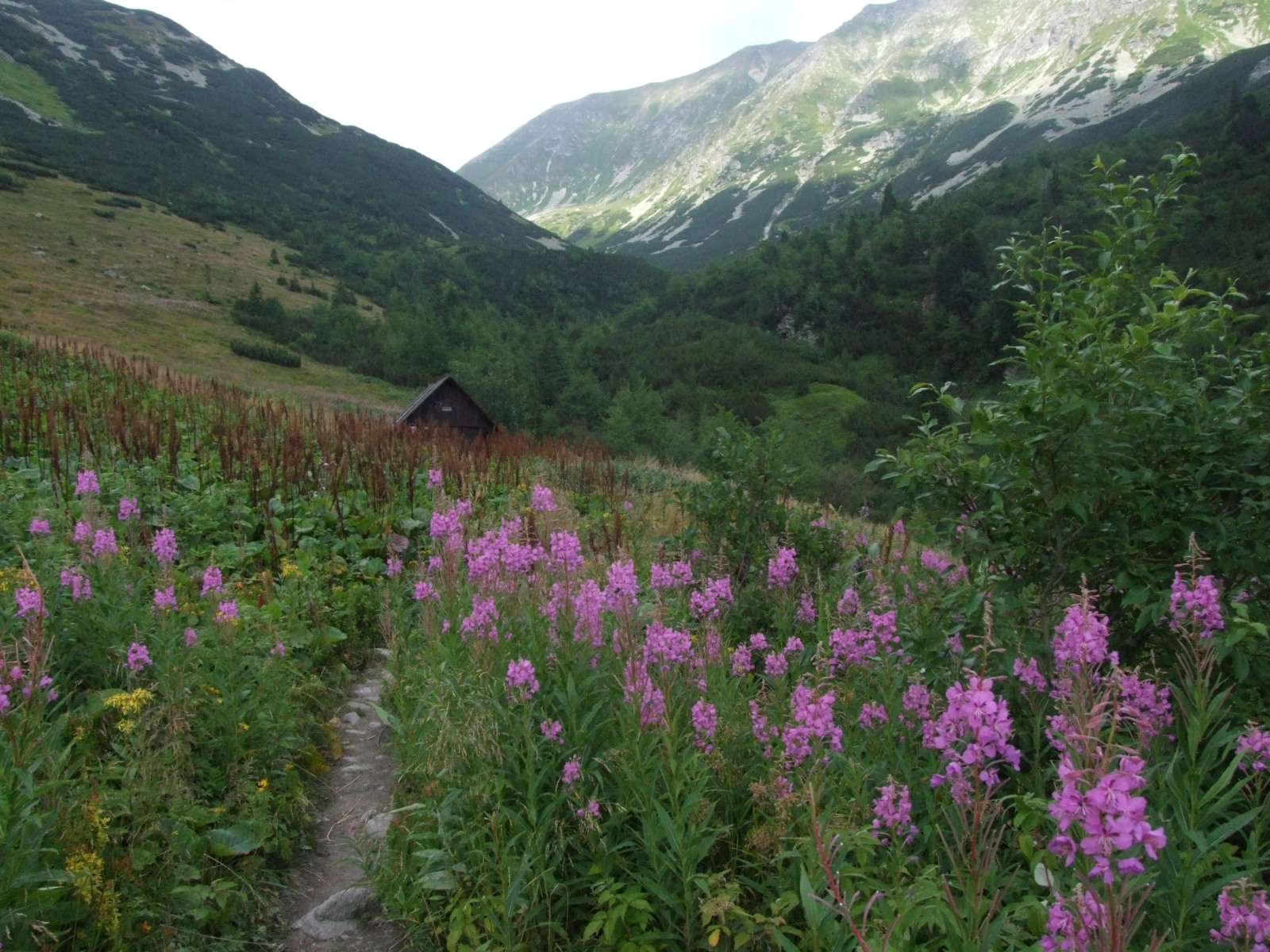
Pod Klinem

Dolina Raczkowa (słow. Račkova dolina) – dolina w słowackich Tatrach Zachodnich, będąca orograficznie lewym odgałęzieniem Doliny Wąskiej.

## Topografia
Boczne jej obramowanie po wschodniej stronie stanowi grań Bystrej (2248 m), po zachodniej Otargańce (2194 m). Północne piętra doliny podchodzą pod grań główną Tatr Zachodnich. Znajdujący się w tej grani Starorobociański Wierch swoimi południowymi grzędami dzieli jej górną część na dwie odnogi: Dolinę Gaborową i Dolinę Zadnią Raczkową. Przebiega z północy na południe, a w Niżniej Łące łączy się z Doliną Jamnicką – drugim, bliźniaczym odgałęzieniem Doliny Wąskiej.

## Geologia i rzeźba terenu
Dolina ma powierzchnię ok. 15 km². Jest bardzo głęboka; względna różnica wysokości pomiędzy jej dnem a najwyższymi punktami w jej otoczeniu sięga 850 m. Jej zbocza są strome i w dużej części trawiaste, co powoduje, że w zimie schodzą tutaj ogromne lawiny. Łączna powierzchnia terenów lawinowych wynosi w tej dolinie ok. 530 ha. Jej rzeźba jest pochodzenia lodowcowego. W czasie ostatniego zlodowacenia północnopolskiego lodowiec miał długość 8 km, grubość ponad 150 m i dochodził do wysokości 900 m n.p.m. Od rozdroża w Niżniej Łące dno doliny stromo wznosi się w górę, przez co Raczkowa jest położona średnio o 200 m wyżej niż bliźniacza Dolina Jamnicka. W górnym piętrze doliny wyraźne ślady lodowca; wały morenowe i kotły lodowcowe, w których znajduje się kilka Raczkowych Stawów. Zasilają one Raczkowy Potok spływający dnem doliny. Potok ten w Dolinie Zadniej Raczkowej tworzy kilka kaskad, największa z nich to Raczkowa Siklawa.

## Historia
Nazwa doliny pochodzi prawdopodobnie od nazwiska. Dawniej dolina była wypasana. Pozostałością pasterskiej przeszłości jest polana Ostrzyca w środkowej części doliny oraz szałas Koliba pod Klinem znajdujący się w miejscu, w którym łączą się dwie górne odnogi Doliny Raczkowej, zwanym Pod Klinem. Szałas jest wyremontowany i przystosowany do nocowania. Wiodły też przez dolinę zbójnickie ścieżki. Dawniej górale mówili, że w skałach nad Doliną Raczkową jest ukryty skarb – w miejscu, „ka słonko nopierwyj zaświeci na św. Michała”. Lasy wycięte zostały niemal zupełnie, pierwotne lasy ostały się jedynie w niedostępnych miejscach (tzw. lasy urwiskowe). Górna granica lasu jest tu silnie obniżona w wyniku liczącego kilkaset lat pasterstwa i dużych lawin. W lesie występują skupiska limb.
Pierwszym znanym turystą, który zwiedził Dolinę Raczkową, był Robert Townson (1793 r.). Znaczący udział w naukowym badaniu doliny mają polscy naukowcy: rośliny badali tu Feliks Berdau i Bolesław Kotula, geologiczny zwiad przeprowadził Alojzy Alth, skały badał Stefan Kreutz, stawy i morfologię polodowcową Jerzy Młodziejowski, problematykę pasterską Zofia Hołub-Pacewiczowa, a nazewnictwo Tadeusz Zwoliński.
Bazę wyjściową do zwiedzania doliny stanowi osiedle turystyczno-wypoczynkowe u ujścia Doliny Wąskiej, w tym autokemping „Raczkowa”. Dojechać tu można Tatrzańską Drogą Młodości, skręcając na północ w miejscowości Przybylina.

## Szlaki turystyczne
– żółty szlak od rozdroża Niżnia Łąka przez Dolinę Raczkową do Rozdroża pod Klinem, a stąd dalej Doliną Zadnią Raczkową na graniczną Starorobociańską Przełęcz i Kończysty Wierch (2002 m). Suma wzniesień ok. 1050 m.
- Czas przejścia z Niżniej Łąki do Rozdroża pod Klinem: 2:30 h, ↓ 1:45 h
- Czas przejścia od rozdroża na Starorobociańską Przełęcz: 2 h, ↓ 1:30 h

  – zielony szlak od Rozdroża pod Klinem dnem Doliny Gaborowej na przełęcz Liliowy Karb w grani głównej.
- Czas przejścia od Rozdroża pod Klinem do odgałęziającego się szlaku niebieskiego: 40 min w obie strony
- Czas przejścia od szlaku niebieskiego na Liliowy Karb: 1:40 h, ↓ 1:10 h

  – niebieski szlak w Dolinie Gaborowej, łączący szlak zielony z Banistą Przełęczą i Bystrą. Czas przejścia od szlaku zielonego na przełęcz: 1:50 h, ↓ 1:25 h.